# Kloster Zehden
Koordinaten: 52° 52′ 41,84″ N, 14° 12′ 29,05″ O
Das ehemalige Zisterzienserinnenkloster Zehden liegt in der  Ortschaft Cedynia (Zehden in der Neumark) in der polnischen Woiwodschaft Westpommern, wenige Kilometer östlich der Oder zwischen Bad Freienwalde (Oder) (Bundesrepublik Deutschland) und Chojna (Königsberg in der Neumark).

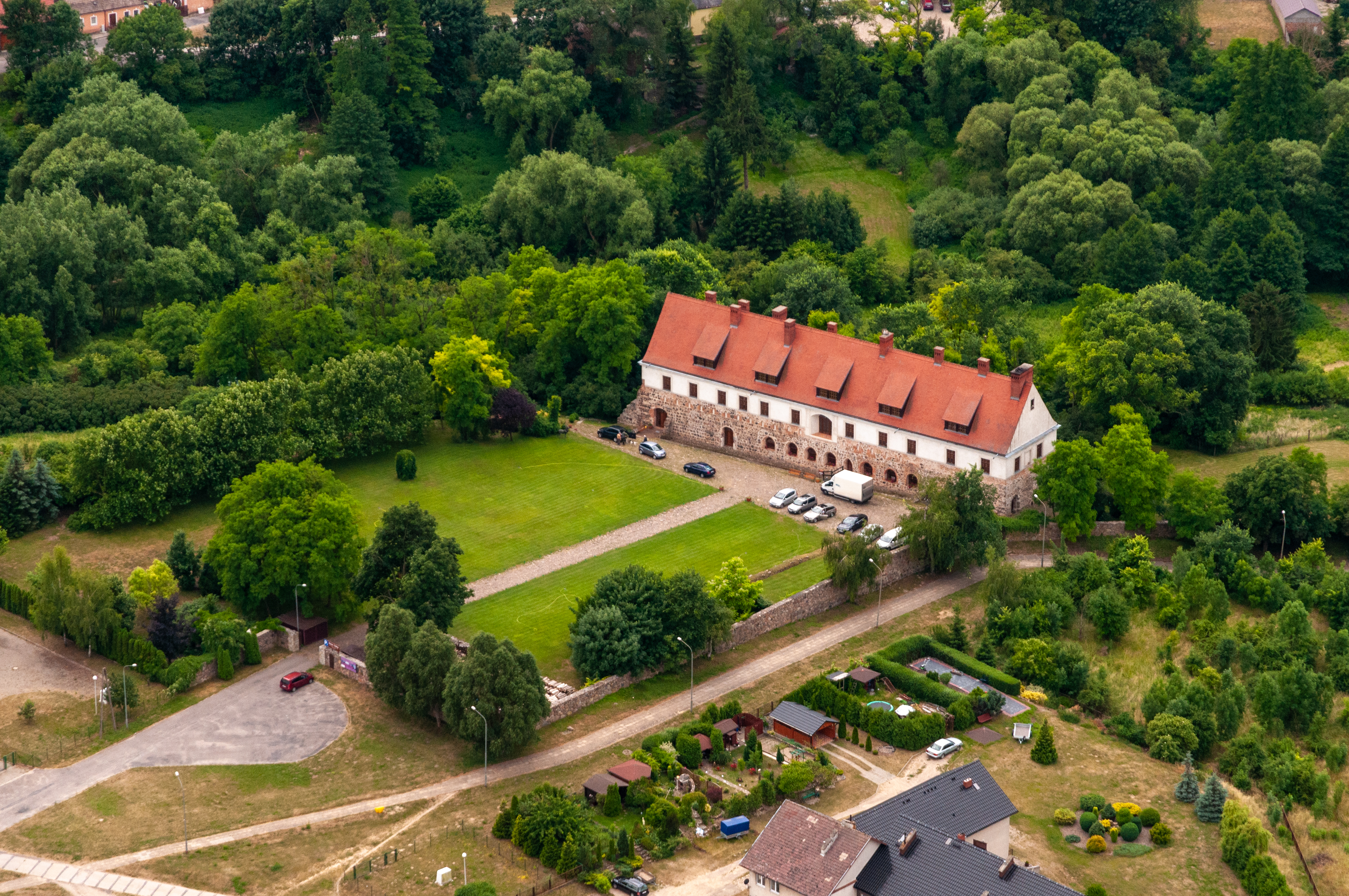
Gesamtansicht

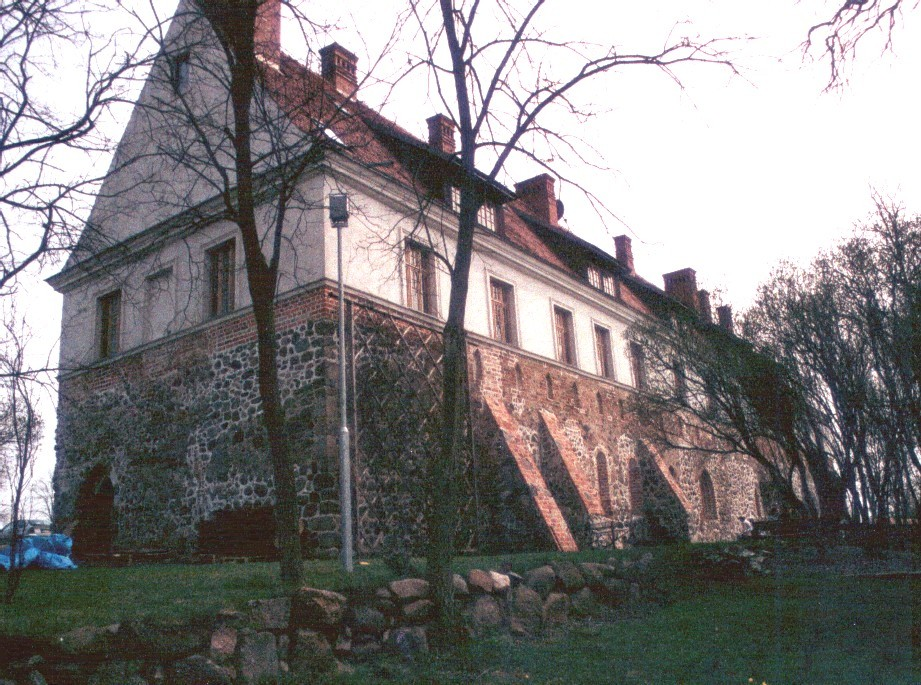
Churfürstenhaus (ehemaliger Westflügel) – Westseite

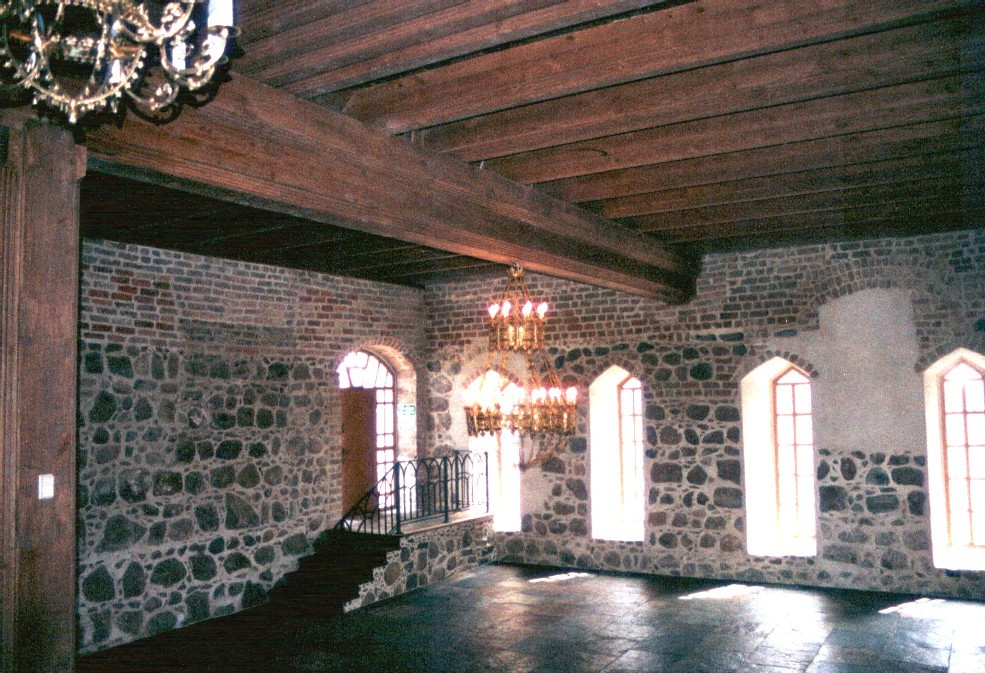
Restaurierter Klosterspeisesaal im Churfürstenhaus (ehemaliger Westflügel)

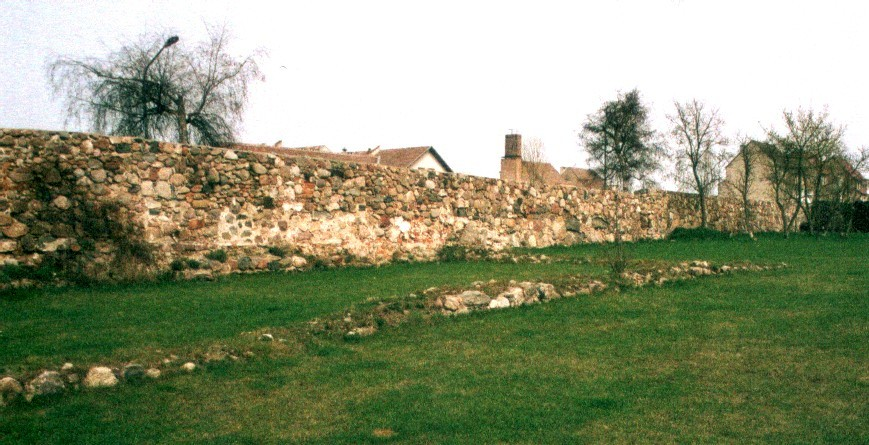
Klostermauer und Mauerreste der Klosterkirche

Die Gründung des Zisterzienserinnenklosters ist auf das Jahr 1266 datiert. Das eng mit dem Kloster Chorin auf der westlichen Oderseite verbundene Kloster wurde 1278 geweiht. Zunächst noch relativ unbedeutend, gewann Kloster Zehden schnell an Einfluss und Wohlstand. Es verfügte schließlich über großen Landbesitz. Kloster Zehden spielte eine bedeutende Rolle bei der Entwicklung des Gebietes um Zehden sowie bei der Christianisierung der Neumark und von Vorpommern. Im 15. Jahrhundert gehörte das Kloster zum Ordensritterstaat des Deutschen Ordens, später zum Kurfürstentum Brandenburg.
Mit der Reformation in Brandenburg begann der Niedergang des Klosters Zehden. 1555 wurde das Kloster säkularisiert. Zwar konnten die Nonnen zunächst noch im Kloster verbleiben, aber als  1611 das Kloster mit seinen Ländereien in den Besitz des brandenburgischen Kurfürsten Johann Sigismund überging, mussten die letzten Zisterzienserinnen das Kloster verlassen. Während des Dreißigjährigen Krieges nahm König Gustav II. Adolf von Schweden im ehemaligen Kloster Quartier. Während der Kampfhandlungen dieses Krieges wurden Ort und Kloster im Jahr 1637 stark zerstört. Noch während des Dreißigjährigen Krieges ließ 1641 Kurfürst Friedrich Wilhelm von Brandenburg den Westflügel des Klosters (das ehemalige Speisehaus) als Jagdhaus (das Churfürstenhaus) wieder aufbauen. Im Jahr 1699 wurden die Klosterkirche und große Teile des Ortes durch einen Brand zerstört.
Mit der Gründung des Königreichs Preußen wurde Zehden 1701 preußisch. Im Jahr 1850 wurde der Westflügel des ehemaligen Klosters zum königlich-preußischen Postamt umgebaut. Nach dem Zweiten Weltkrieg brannte 1946 der Westflügel mit dem Postamt nieder. Der Ort Zehden und die Klosterruine kamen als Folge des Zweiten Weltkrieges zum Staatsgebiet der damaligen Volksrepublik Polen, Zehden erhielt den polnischen Namen Cedynia.
Erst 1997 erwarb ein privater Investor das Klostergelände und begann mit umfassenden Restaurierungsarbeiten an der Ruine des Westflügels und den noch vorhandenen Mauerresten des Klosters in enger Zusammenarbeit mit dem Konservator der Wojewodschaft. Im Oktober 2005 eröffnete im ehemaligen Westflügel, dem einzigen baulich noch erhaltenen Klostergebäude, das Hotel und Restaurant „Kloster Zehden“. Weitere Restaurierungsarbeiten sowie die Wiederherstellung der Quelle am Fuß des Hügels, auf dem das Kloster stand, sind geplant.